# Schaueria calycobractea
Schaueria calycobractea är en akantusväxtart som beskrevs av R.A. Hilsenbeck och D.L. Marshall. Schaueria calycobractea ingår i släktet Schaueria och familjen akantusväxter. Inga underarter finns listade i Catalogue of Life.